# Manuel Reyes López
Manuel Reyes López (Barcelona, 16 de maig de 1976) és un advocat, economista i polític català, alcalde de Castelldefels (Baix Llobregat) entre 2011 i 2015.

## Biografia
Nascut a Barcelona el 16 de maig de 1976, va fer un màster en assessoria fiscal i direcció tributària a l'Escola d'Administració d'empreses. Ha estat membre del Col·legi d'Economistes de Catalunya, del Col·legi d'Advocats de Barcelona i del Col·legi d'Enginyers Tècnics i Perits de Telecomunicació de Catalunya. En l'àmbit polític, està afiliat al Partit Popular i ha estat portaveu del seu partit a l'Àrea Metropolitana de Barcelona, a més de conseller al Consell Comarcal del Baix Llobregat. En les eleccions municipals de 2011 va ser cap de llista del PP a Casteldefels i va aconseguir l'alcaldia en ser primera força amb 8 regidors (d'un total de 25), en un consistori molt fragmentat. A les eleccions al Parlament de Catalunya de 2012 va anar a les llistes del PP i va aconseguir un escó per la província de Barcelona. A les eleccions municipals de 2015 va repetir com a alcaldable i va aconseguir mantenir els 8 regidors, amb un creixement en vots, però els pactes postelectorals el van deixar fora de l'alcaldia.